# 骆驼湖
34°26′N 81°57′E / 34.433°N 81.950°E
骆驼湖（藏語：རྔ་མོང་མཚོ，威利转写：rnga mong mtsho，THL：Ngamong Tso）位于中国西藏自治区西部阿里地区日土县境内，地处日土县东北部，清澈湖以东，湖面海拔5103米，面积62平方公里，为一咸水湖，无常年性入湖河流。湖区气候干寒，年均气温-6～-4℃，年均降水量75毫米。

## 交通
- 216国道